# Comunicación interpersonal

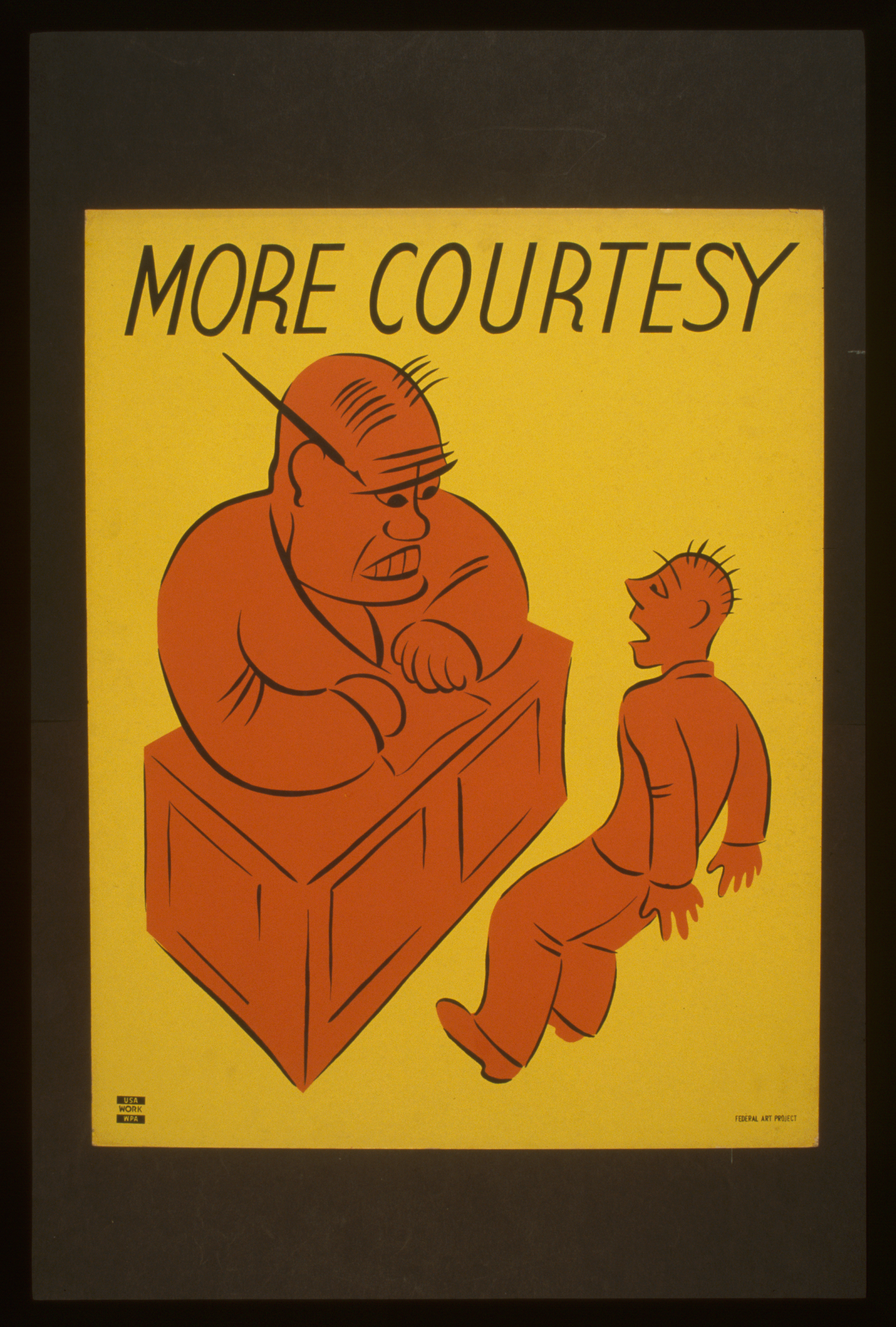
Póster que promueve una mejor comunicación interpersonal en el lugar de trabajo, finales de la década de 1930 y principios de la de 1940 (Colección de carteles de Works Progress Administration, Biblioteca del Congreso)

La comunicación interpersonal es un intercambio de información entre dos o más personas. También es un área de investigación que busca comprender cómo los humanos usan señales verbales y no verbales para lograr una serie de objetivos personales y relacionales.

## Como campo de estudio
La investigación sobre comunicación interpersonal aborda al menos seis categorías de investigación:
1. Cómo los seres humanos ajustan y adaptan su comunicación verbal y no verbal durante la comunicación cara a cara;
2. Cómo se producen los mensajes;
3. Cómo la incertidumbre influye en el comportamiento y las estrategias de gestión de la información;
4. Comunicación engañosa;
5. Dialéctica relacional;
6. Interacciones sociales mediadas por tecnología.

Un gran número de académicos han descrito su trabajo como una investigación sobre la comunicación interpersonal. Existe una variedad considerable en cómo se define conceptual y operacionalmente esta área de estudio. Los investigadores en comunicación interpersonal provienen de muchos paradigmas de investigación y tradiciones teóricas diferentes, lo que aumenta la complejidad del campo. La comunicación interpersonal se define a menudo como la comunicación que tiene lugar entre personas que son interdependientes y tienen algún conocimiento entre sí: por ejemplo, la comunicación entre un hijo y su padre, un empleador y un empleado, dos hermanas, una maestra y un estudiante, dos amantes, dos amigos, etc.
Aunque la comunicación interpersonal se da con mayor frecuencia entre parejas de individuos, también puede extenderse para incluir pequeños grupos íntimos como la familia. La comunicación interpersonal puede tener lugar en entornos cara a cara, así como a través de plataformas como las redes sociales.
El desarrollo de las Tecnologías de Información y Comunicación han definido nuevos escenarios y hábitos para la comunicación interpersonal, donde el alcance es mayor, incrementa la interacción entre las personas, pero está generando un alejamiento de aquella comunicación que es físicamente próxima, con aquellos a quienes tenemos muy cerca, como la familia o amigos, con quienes se interactúa virtualmente, teniéndolos en frente.
```
El estudio de la comunicación interpersonal aborda una variedad de elementos y utiliza métodos científicos cuantitativos/sociales y métodos cualitativos.
```

Existe un interés creciente en las perspectivas biológicas y fisiológicas de la comunicación interpersonal. Algunos de los conceptos explorados son personalidad, estructuras de conocimiento e interacción social, lenguaje, señales no verbales, experiencia y expresión emocional, comunicación de apoyo, redes sociales y la vida de las relaciones, influencia, conflicto, comunicación mediada por computadora, habilidades interpersonales, comunicación interpersonal en el lugar de trabajo, perspectivas interculturales sobre la comunicación interpersonal, escalada y desescalada de relaciones románticas o platónicas, comunicación interpersonal y atención médica, relaciones familiares y comunicación a lo largo de la vida.

## Relevancia para la comunicación masiva
La comunicación interpersonal se ha estudiado como un mediador para el flujo de información de los medios de comunicación a la población en general. La teoría del flujo de dos pasos de la comunicación propone que la mayoría de las personas se forman sus opiniones bajo la influencia de los líderes de opinión, quienes a su vez están influenciados por los medios de comunicación. Muchos estudios han repetido esta lógica al investigar los efectos de la comunicación personal y de masas, por ejemplo en campañas electorales y campañas de información relacionadas con la salud.
No está claro cómo las redes sociales a través de sitios como Facebook cambian esta imagen. Las redes sociales se llevan a cabo a través de dispositivos electrónicos sin interacción cara a cara, lo que resulta en la imposibilidad de acceder al comportamiento del comunicador y las señales no verbales que facilitan la comunicación. Es posible que los efectos secundarios del uso de estas tecnologías para la comunicación no siempre sean evidentes para el usuario individual y pueden implicar tanto beneficios como riesgos.

## Contexto

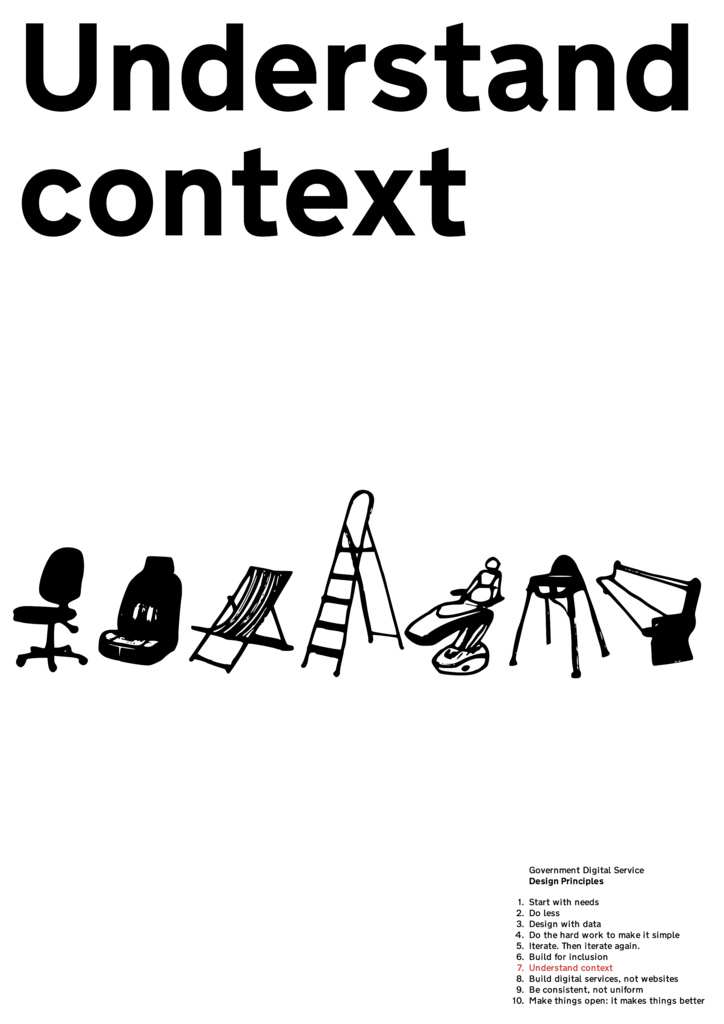
Comprender el contexto de la situación para que se pueda ejecutar mejor la tarea.

El contexto se refiere a los factores ambientales que influyen en los resultados de la comunicación. Estos incluyen el tiempo y el lugar, así como factores como las relaciones familiares, el género, la cultura, los intereses personales y el medio ambiente. Cualquier situación dada puede involucrar muchos contextos interactivos, incluyendo el contexto retrospectivo y el contexto emergente . El contexto retrospectivo es todo lo que viene antes de un comportamiento en particular que podría ayudar a comprender e interpretar ese comportamiento, mientras que el contexto emergente se refiere a eventos relevantes que vienen después del comportamiento. El contexto puede incluir todos los aspectos de los canales sociales y el entorno situacional, los antecedentes culturales y lingüísticos de los participantes y la etapa de desarrollo o madurez de los participantes.
El entorno situacional se puede definir como la combinación de los entornos sociales y físicos en los que algo tiene lugar. Por ejemplo, un aula, un conflicto militar, una caja en un supermercado y un hospital se considerarían entornos situacionales. La temporada, el clima, la ubicación física actual y el medio ambiente también son entornos.
Para comprender el significado de lo que se está comunicando, se debe considerar el contexto. El ruido interno y externo puede tener un efecto profundo en la comunicación interpersonal. El ruido externo consiste en influencias externas que distraen la comunicación. El ruido interno se describe como causas cognitivas de interferencia en una transacción de comunicación.  En el entorno hospitalario, por ejemplo, el ruido externo puede incluir el sonido hecho por el equipo médico o las conversaciones mantenidas por los miembros del equipo fuera de las habitaciones del paciente, y el ruido interno podría ser el pensamiento de un profesional de la salud sobre otros temas que lo distraigan de la conversación actual con un cliente.
Los canales de comunicación también afectan la eficacia de la comunicación interpersonal. Los canales de comunicación pueden ser sincrónicos o asincrónicos. La comunicación sincrónica tiene lugar en tiempo real, por ejemplo, discusiones cara a cara y conversaciones telefónicas. Las comunicaciones asincrónicas se pueden enviar y recibir en diferentes momentos, como ocurre con los mensajes de texto y los correos electrónicos.

### Antecedentes culturales y lingüísticos
La lingüística es el estudio del lenguaje y se divide en tres grandes aspectos: la forma del lenguaje, el significado del lenguaje y el contexto o función del lenguaje. La forma se refiere a las palabras y sonidos del lenguaje y cómo se usan las palabras para formar oraciones. El significado se centra en el significado de las palabras y oraciones que los seres humanos han reunido. La función, o contexto, interpreta el significado de las palabras y oraciones que se dicen para comprender por qué una persona se comunica.
La cultura es un concepto humano que engloba las creencias, valores, actitudes y costumbres de grupos de personas. Es importante en la comunicación por la ayuda que brinda a la hora de transmitir ideas complejas, sentimientos y situaciones específicas de una persona a otra. La cultura influye en los pensamientos, sentimientos y acciones de un individuo y, por lo tanto, afecta la comunicación. Cuanta más diferencia haya entre los antecedentes culturales de dos personas, más diferentes serán sus estilos de comunicación. Por lo tanto, es importante conocer los antecedentes, las ideas y las creencias de una persona y considerar sus posiciones sociales, económicas y políticas antes de intentar decodificar el mensaje con precisión y responder adecuadamente. Cinco elementos principales relacionados con la cultura afectan el proceso de comunicación:
1. Historia cultural
2. Religión
3. Valor (personal y cultural)
4. Organización social
5. Lenguaje

La comunicación entre culturas puede ocurrir a través de la comunicación verbal o la comunicación no verbal. La cultura influye en la comunicación verbal de diversas formas, particularmente al imponer barreras lingüísticas. Cada individuo tiene sus propios idiomas, creencias y valores que deben tenerse en cuenta. Los factores que influyen en la comunicación no verbal incluyen los diferentes roles del contacto visual en diferentes culturas. Tocar como una forma de saludo puede ser percibido como descortés en algunas culturas, pero normal en otras. Reconocer y comprender estas diferencias culturales mejora la comunicación.
En las profesiones de la salud, la comunicación es una parte importante de la calidad de la atención e influye fuertemente en la satisfacción del cliente y del residente; es un elemento central de la atención y es una habilidad fundamentalmente necesaria. Por ejemplo, la relación entre el cuerpo médico y el paciente está mediada por la comunicación verbal y no verbal, y es necesario comprender ambos aspectos.